# Thomas Wilberforce Egan
Thomas Wilberforce Egan (1836 – 24 février 1887) est un officier de l'armée de l'Union qui a dirigé le régiment Mozart pendant la guerre de Sécession, avant de devenir plus tard général.

## Avant la guerre
Egan naît dans la ville de New York de parents immigrants irlandais en 1836. Peu de chose est connue au sujet de sa vie avant la guerre de Sécession. On pense qu'il a épousé une actrice et qu'il est le père d'un enfant qui est mort jeune.

## Guerre de Sécession
Egan rejoint le 40th New York Volunteer Infantry Regiment, appelé le régiment de Mozart, en avril 1861, au début de la guerre de Sécession, en tant que soldat. Le régiment est parrainé par le comité du Mozart Hall du parti démocrate. Egan est promu lieutenant-colonel le 14 juin 1861. 
Le lieutenant-colonel Egan participe à la plupart des grandes batailles de l'armée du Potomac. Initialement, le régiment de Mozart sert dans la première division du III corps. On rapporte que le colonel Egan arrête le colonel du régiment pour mauvaise conduite à la bataille de Fair Oaks, en mai 1862. En juin 1862, Egan est promu colonel. Il dirige le régiment lors de la seconde bataille de Bull Run, la bataille de Chantilly et la bataille de Chancellorsville. À Chancellorsville, le colonel Egan devient commandant par intérim de la première brigade de la première division du III corps, quand le brigadier général Charles K. Graham est affecté au commandement de la troisième division à la suite de la mort du major général Amiel W. Whipple. Lors de la bataille de Gettysburg, le 2 juillet 1863, le colonel Egan, une fois de plus la tête de son régiment, est blessé au combat près de Devil's Den, étant touché à une jambe, et le monument du régiment se trouve à proximité de ce site.  Le régiment de Mozart perd 150 hommes sur les 431 engagés. Egan mène également le régiment Mozart lors de la campagne de Mine Run au cours de l'automne 1863.
Juste avant la campagne de l'Overland du lieutenant général Ulysses S. Grant de 1864, le troisième corps d'armée est dissous. La première division devient la troisième division du II corps. Egan mène son régiment à la bataille de la Wilderness. Il devient commandant d'une brigade au cours de la bataille de Spotsylvania, après que le brigadier général J. H. Hobart Ward est relevé pour ivresse dans la nuit du 12 mai 1864. Son commandement est impliqué dans une contre-attaque contre les confédérés pendant les combats à Harris Farm. Egan est à la tête de la brigade à la bataille de North Anna, attaquant Henagan's Redoubt. Il la mène également à la bataille de Cold Harbor. Egan est blessé au cours de la deuxième bataille de Petersburg, en juin 1864, souffrant d'une légère paralysie.
Le colonel Egan reçoit sa commission de brigadier général le 3 septembre 1864. Le secrétaire à la Guerre, Edwin Stanton lui remet personnellement sa commission. Lors de la bataille de Boydton Plank Road le 27 octobre, il commande la deuxième division du II corps à la place du brigadier général John Gibbon. Egan est grièvement blessé le 14 novembre 1864. La plaie handicape son bras droit. Après avoir recouvré, il reçoit le commandement d'une division dans l'armée de la Shenandoah sur la demande du major général Winfield Scott Hancock. Le 12 décembre 1864, le président Abraham Lincoln propose Egan pour la nomination au brevet de major-général des volontaires avec une date de prise de rang au 27 octobre 1864 pour son service à la bataille de Boydton Plank Road, et le sénat américain confirme la nomination le 14 février 1865.

## Après la guerre
Le général Egan quitte le service le 15 janvier 1866, et par la suite vit dans la ville de New York. Il sert comme adjoint au receveur des douanes du port de New York. Il appartient également à la grande armée de la république. Le brigadier général Egan meurt à New York le 24 février 1887. Selon le New York Times, le général Egan est frappé d'épilepsie lors de son séjour à l'International Hotel dans la ville de New York. Il est emmené à l'hôpital de Chambers Street, un hôpital de charité, où il meurt.